# ドラヴィダ人協会
ドラヴィダ人協会（திராவிடர் கழகம் : Dravidar Kazhagam ; DK）、あるいはドラヴィダ協会（திராவிட கழகம் : Dravida Kazhagam）は、インドにおいて最初にドラヴィダ人のために設立された団体である。E・V・ラーマサーミにより、当時のマドラス管区において設立された。後のドラーヴィダ進歩党や全インド・アンナー・ドラーヴィダ進歩党などの母体ともなった。

## 沿革
ドラヴィダ人協会は、マルクス主義者で元インド国民会議派のE・V・ラーマサーミが創立し指導していた自尊協会が、1938年に南インド自由連盟と合併した後、改組発展とともに1944年に改名したものである。

## 理念と実践
創立当初の目標は、自尊協会の理念を引き継いで、マドラス管区からドラヴィダ人の国「ドラーヴィダ・ナードゥ」を独立させることに置かれ、その他不可触民差別の撤廃などの社会の害悪を一掃することなどが目指された。
政治の理論として、北インドのバラモンおよびアーリア人が、南インドのドラヴィダ人を社会の様々な面で迫害している、という対立の構図を作り上げ、社会運動を巻き起こした。
そして、バラモンの社会的、政治的、宗教的な支配に反対を表明し、南インド全域あるいはタミル語話者の多い地域を「ドラーヴィダ・ナードゥ」として独立させることを目指した運動を展開した。バラモンが司祭として中心的な役割を果たすヒンドゥー教への抵抗という理論はあまり普及しなかったが、今日のタミル・ナードゥ州の存在はドラヴィダ人協会の運動に負うところが大きいと言える。